# Чапаев (крейсер)
«Чапаев» — советский крейсер проекта 68-К. Назван в честь Василия Чапаева.

## История строительства
Заводской номер: 305.
- 8 октября 1939 года — заложен на ССЗ № 189 (Балтийское объединение, Ленинград).
- 25 сентября 1940 года — зачислен в списки ВМФ.
- 28 апреля 1941 года — спущен на воду. Капитан — Г. А. Визель.
- 10 сентября 1941 года — приостановлено строительство и законсервирован.
- 16 мая 1950 года — достроен после ВОВ и введен в строй (по другим данным 27 мая 1950 года)

## История службы
- 19 сентября 1950 года — вошел в состав 4-го ВМФ.
- 30 июля 1951 года — переведен в КСФ.
- 25 января 1952 года — вошёл в состав 6-й эскадры СФ.
- 18 апреля 1958 года — выведен из боевого состава ВМФ и переклассифицирован в учебный КРЛ.
- 6 февраля 1960 года разоружен и переформирован в плавказарму.
- 12 апреля 1963 года — исключён из списков плавсредств ВМФ.
- 29 октября 1963 года — расформирован.
- 1964 год — частично разделан на металл на базе «Главвторчермета» в г. Мурманск.
- Корпус без верхней палубы и надстроек был посажен на мель на границе литорали в поселке Минькино в Кольском заливе напротив Зелёного мыса и стал основой насыпной части береговой линии. На этой отсыпке построены склады и база Морской арктической геологоразведочной экспедиции и БТО рыболовецкого колхоза «Ударник». К самому частично засыпанному корпусу крейсера пришвартованы два плавпричала МАГЭ[1].

## Командиры
- 12.1946 — 01.1949 Древницкий Василий Мартынович ИО (помощник) командира[2] бывший командир крейсера «Красный Кавказ»
- 1947—1949 — капитан 1-го ранга Мещерский Николай Иосифович
- 10.1949 — 02.1951 — Абашвили Георгий Семёнович
- 1952 — 1956 — капитан 1-го ранга Бабий Виктор Степанович
- 1956 — 1957 — капитан 1-го ранга Федоров Сергей Михайлович

## Происшествия
1 октября 1949 г. при стоянке на якоре на таллинском внешнем рейде на расстоянии 1,3 миль (около 2,5 км) от берега, по возвращении из очередного выхода в море Н.И. Мещерский при состоянии моря 3 балла и ветра 4 балла разрешил увольнение с корабля 15% экипажа в Таллин. Не получив положительного ответа от Отдела вспомогательных судов и гаваней 8 ВМФ и штаба флота на обращение о предоставлении буксира для перевозки на берег, увольняемые (около 100 чел.) были отправлены после 19 ч двумя рейсами на 16-весельном моторном баркасе крейсера. В связи с последующем ухудшением погоды штаб 8 ВМФ запретил увольнение команды с кораблей, стоящих на рейде. Однако это распоряжение командир крейсера получил только в 20 ч 30 мин, уже после отправки баркаса во второй рейс.
В 22 ч 30 мин от корабля отошел баркас за уволенными, старшим на который назначили артиллериста (командира башни) лейтенанта К. И. Лейбмана. Спустя час, когда большинство уволенных собрались на берегу в Купеческой гавани в ожидании отправки, а штаб вновь отказался выделить буксир, К. И. Лейбман, не имея морской практики, взял на себя в отсутствие старшины баркаса управление им, допустив неправильное размещение команды и не приняв надлежащих мер предосторожности.
В условиях свежей погоды (ветер 7 баллов) при выходе из Купеческой гавани перегруженный людьми баркас накрыло волной, а стоящие на рейде корабли и плавсредства из гавани не смогли своевременно оказать помощь. Погибло 56 человек: 54 члена экипажа, включая самого Лейбмана, и двое рабочих завода им. С. Орджоникидзе (ССЗ № 189). Спаслись только три матроса, которых прибило волной и ветром к борту танкера «Ковжа».
26 марта 1952 г. при возвращении с моря в Кольский залив в кормовую часть крейсера «Чапаев», из-за неправильных действий его командира капитана 1 ранга А.П. Подруцкого ударил, ходивший вместе с ним на отработку боевой задачи (она была прервана из-за резкого ухудшения погоды) эсминец «Ответственный». В результате столкновения на крейсере оказался разрушенным ахтерпик и погибли двое старшин. На эсминце же была повреждена носовая оконечность до шпиля.
30 мая 1959 г. «Чапаев» следуя в Атлантический океан в район Фарерских островов попал в сильный шторм, причинивший кораблю серьезные повреждения (были разрушены волнорез, грибки вентиляции и проч., но главное образовался надлом палубы по миделю). В результате поход пришлось прервать, а сам корабль направить для проведения аварийного ремонта в Кронштадт.